# 伊藤富雄
伊藤 富雄（いとう とみお、1891年10月23日 - 1968年1月29日）は、日本の政治家、郷土史家。

## 略歴
長野県諏訪郡中洲村（現・諏訪市）出身。長野県立諏訪中学校（現・長野県諏訪清陵高等学校・附属中学校）に首席で入学するが、1番でなければ退学という父親の方針があり、3年1学期の時、母親の出産で田植えに追われて2番に下がったため中退。
農業に従事し、1941年中洲村産業組合（現・JA信州諏訪）組合長となる。1945年には中洲村長を兼務した。農業の傍ら、諏訪神社神長官守矢家に残された鎌倉時代から室町時代にかけての古文書解読を志し、中世古文書読解の専門家となった。
日本社会党に入党して農地改革を先導した。1947年第1回地方選挙において当時の衆議院議員林虎雄を擁立して民選知事として当選させ、伊藤は社会党長野県連委員長となり、林虎雄知事のもとで副知事を務めた。供出米不足のため各地の農家に米の供出を懇願して歩き、戦後間もない食糧危機の解消にあたった。しかし1948年、地方労働委員選任問題に絡み、アメリカ占領軍軍政部長野県施政官と衝突し、副知事を辞任する。
1949年、第24回衆議院議員総選挙に日本共産党所属で立候補するも落選。その後、諏訪神社の歴史など郷土史を研究した。藤森栄一に銅鐸や諏訪神社研究のきっかけを与えている。